# ウォータールー・ロード (ロンドン)
座標: 北緯51度30分06秒 西経0度06分33秒 / 北緯51.5018度 西経0.1091度

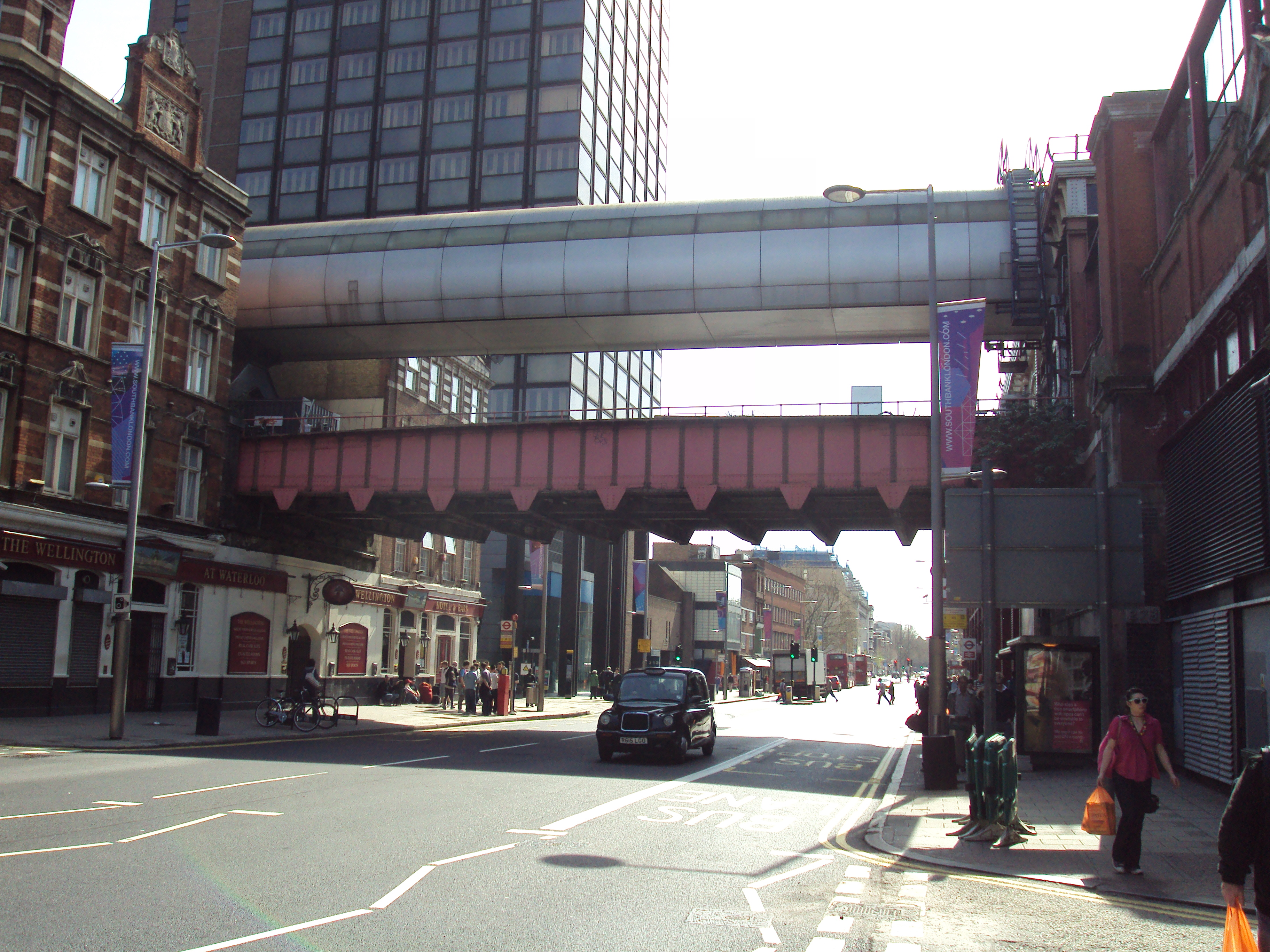
ウォータールー・ロードに架かっているウォータールー駅とウォータールー・イースト駅を結ぶ歩道橋。

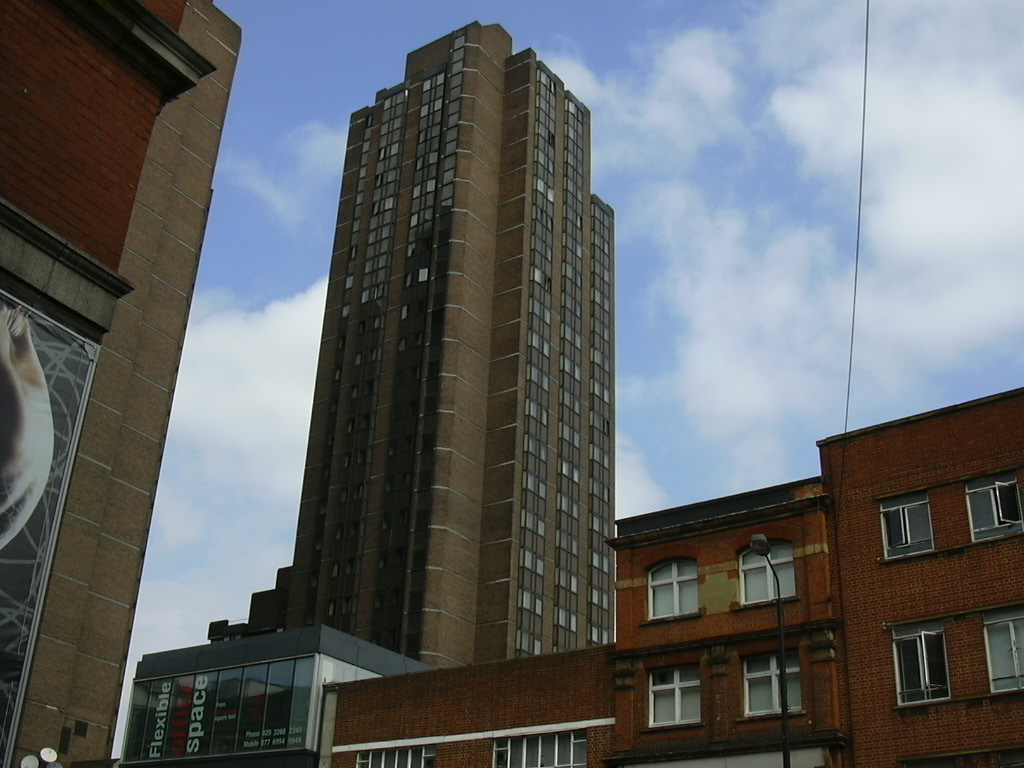
ウォータールー駅の向かい側にあるユニオン・ジャック・クラブ。

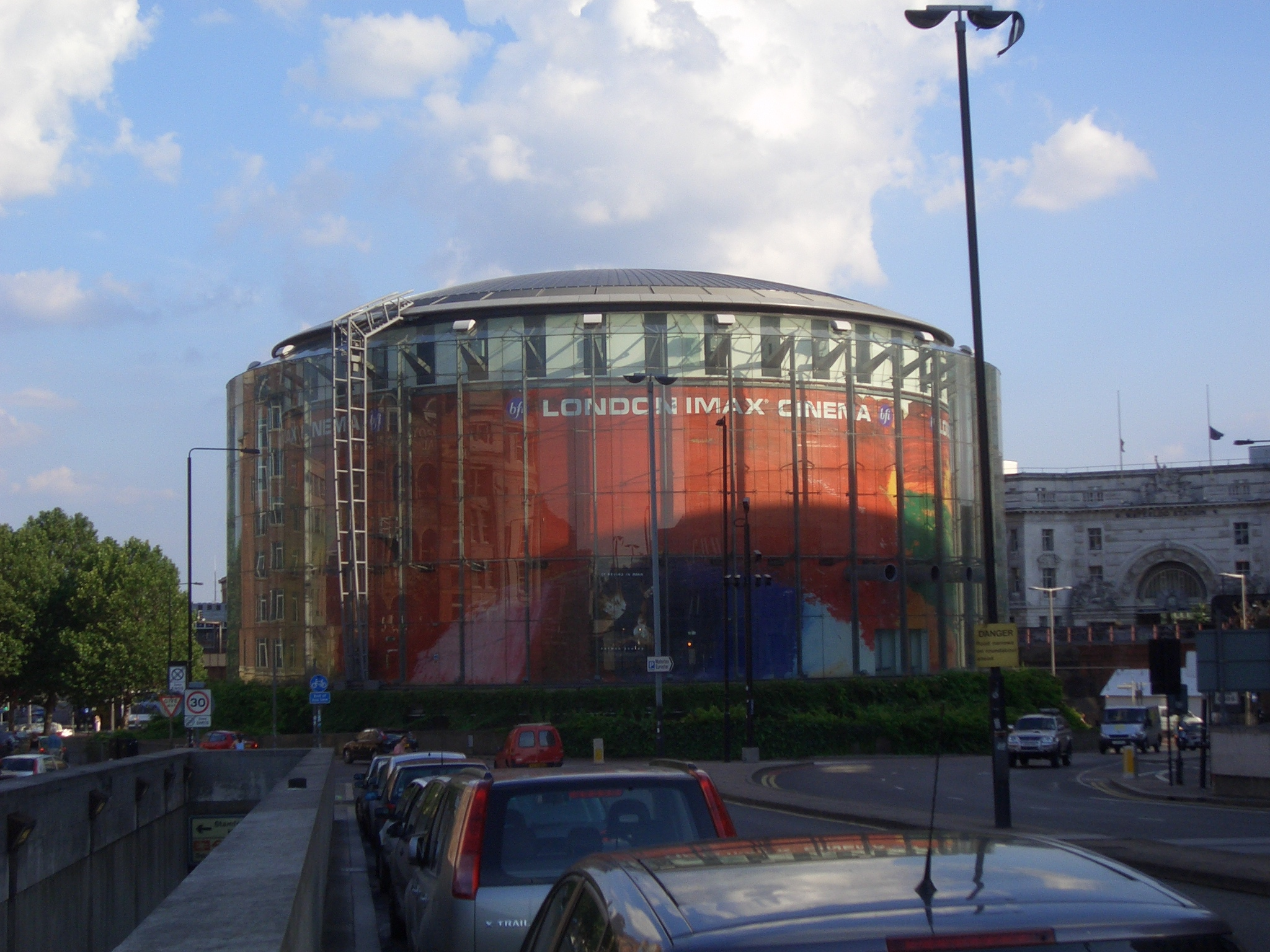
ウォータールー・ロードのテムズ側北西端を背後にした、BFI IMAX（ロンドンIMAX）。

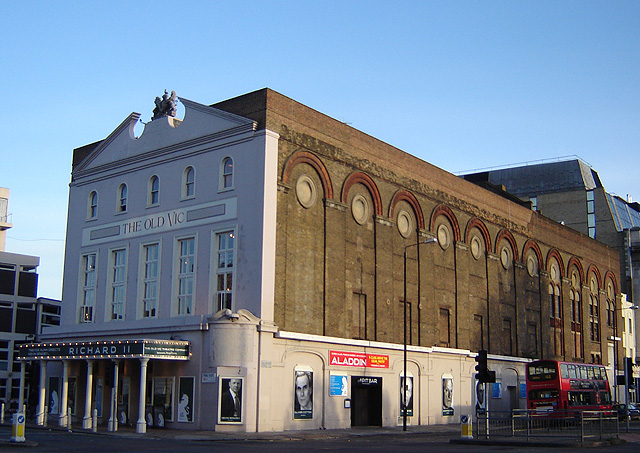
ベイリス・ロードとウォータールー・ロードの角から見たオールド・ヴィック・シアター。

ウォータールー・ロード (Waterloo Road) は、イングランド、ロンドンのウォータールー地区の主要な街路である。

## 概要
ランベス区のテムズ川側北西端サウス・バンク地区から南東に走りサザーク区西側にかかる、両自治区にまたがって伸びている通りである。南東端は、ラウンドアバウトないしジャンクションのセント・ジョージズ・サーカスの西側至近ウェストミンスター・ブリッジ・ロード (Westminster Bridge Road) に突き当たり、同セント・ジョージズ・サーカスまで伸びてくる。この2通り以外に、ブラックフライアーズ・ロード (Blackfriars Road)、バラ・ロード (Borough Road)、ロンドン・ロード (London Road, 同ラウンドアバウトから南側に走ると至近にエレファント&キャッスル駅及び同ラウンドアバウトがある)、ランベス・ロード (Lambeth Road, 西側から伸びてくる) などが同セント・ジョージズ・サーカスに接続する。
ランベス区サウス・バンク地区の通り北西端側からテムズ川をウォータールー橋で渡ると、対岸にサマセット・ハウスが見え、シティ・オブ・ウェストミンスターのオールドウィッチ地区になる。
サウス・バンク地区の北端に近い場所には、クイーン・エリザベス・ホールとヘイワード・ギャラリーが西側に、BFIサウスバンクが道路の下に、ロイヤル・ナショナル・シアターが東側に位置している。かつては、この辺りにクーパーズ・ガーデンズがあった。
そのすぐ南側で、大きなラウンドアバウトの中にあり、地下歩道網で周りと繋がれているのが英国映画協会 (BFI) のBFI IMAX（ロンドンIMAX）である。東側の近傍には、キングス・カレッジ・ロンドンのジェームズ・クラーク・マクスウェル・ビルディング (James Clerk Maxwell Building) があるが、これは1860年から教授であった物理学者ジェームズ・クラーク・マクスウェル（1831年 - 1879年）を讃えて名付けられたものである。
そのさらに南側にはセント・ジョン教会があるが、これは、ナポレオン戦争の勝利を祝い、フランシス・オクタビアス・ベッドフォードの設計により、1824年に建設されたものである。この教会は、1940年に焼夷弾攻撃を受け、内部はほとんど焼失した。教会が修復を経て再開されたのは1951年で、この年から近傍のサウス・バンク一帯で開催されるようになったフェスティバル・オブ・ブリテンの教区教会としての役割を担うようになっている。
さらに南へ進むと、西側にウォータールー駅がある。東側には、サンデル・ストリート (Sandell Street) に面してユニオン・ジャック・クラブがあり、さらに有名で歴史のあるオールド・ヴィック・シアターがザ・カットとの角にある。さらにウォータールー・ロードを南下すると、西側にロンドン救急サービスの本部がある。その向かい側の157番地にあるパートナーシップ・ハウス (Partnership House) は、かつてはイギリス海外福音伝道会 (USPG)や英国聖公会宣教協会 (CMS) の本部をはじめ、様々な教会関係の宣教団やコミュニティ関係の組織などが入っていた。その後、退去が進められ、再開発を待つ状態となった。
この街路は、登録上は、ウォータールー橋を越えて北側にも伸びているA301の一部である。

## 接続する街路
- ベイリス・ロード (Baylis Road)
- ザ・カット (The Cut)
- スタムフォード・ストリート (Stamford Street)
- ウェストミンスター・ブリッジ・ロード (Westminster Bridge Road)
- ヨーク・ロード (York Road)
- セント・ジョージズ・サーカス (St George's Circus)